# Secret of Evermore
Secret of Evermore è un videogioco di ruolo sviluppato da Square per Super Nintendo Entertainment System. Distribuito dalla stessa Square in America settentrionale a partire dal 15 ottobre 1995, il gioco è stato pubblicato da Nintendo in Australia nel febbraio 1996 e in Europa nel febbraio 1996.
La storia narra di un ragazzo e del suo cane che vengono inavvertitamente trasportati in una dimensione parallela creata da un inventore eccentrico. Il gameplay condivide molte similarità con Secret of Mana, come le battaglie in tempo reale, un menu ad anello, e la possibilità di cambiare il personaggio che si sta controllando. Il giocatore guida sia il ragazzo che il cane mutaforma attraverso Evermore, un mondo composto da reami separati, e ognuno di essi rappresenta un diverso periodo della storia del mondo reale. Il controllo può passare a comando dal ragazzo al cane per risolvere i vari puzzle.
Secret of Evermore è l'unico gioco sviluppato dai designer della Squaresoft in Nord America. Il gioco ha ricevuto recensioni positive a grafica e gameplay, ma è stato criticato per non avere soddisfatto le aspettative create dal precedente Secret of Mana. Si credeva che l'uscita di Secret of Evermore impedisse l'uscita della versione inglese di un altro gioco, Seiken Densetsu 3, parte della serie Mana, ma così non è stato.

## Modalità di gioco
Secret of Evermore ha molti degli aspetti di interfaccia e gameplay di un altro gioco della Squaresoft, Secret of Mana. Il gioco viene visto da una visuale a volo di uccello, nella quale il ragazzo e il cane si dividono la scena e combattono le creature ostili. Se il ragazzo è guidato dal giocatore, il cane verrà controllato dall'intelligenza artificiale, e viceversa. Entrambi i personaggi possono rifugiarsi nelle caverne o nelle città, dove possono riprendere i loro punti ferita o comprare oggetti curativi o l'equipaggiamento (armi e armature). Collezionando abbastanza punti esperienza in battaglia, i personaggi possono aumentare di livello innalzando le loro statistiche di forze ed evasione. Le opzioni come cambiare l'equipaggiamento, usare formule alchemiche, o controllare lo stato dei personaggi, possono essere attivate dal menu ad anello. I combattimenti avvengono in tempo reale. Sotto gli indicatori dei punti ferita dei personaggi, c'è una barra che determina in percentuale il danno arrecato ad un nemico, e anche quanto ancora può correre il personaggio. Usare un'arma o correre azzera la barra che si ricarica velocemente, permettendo al giocatore di attaccare con tutte le forze o di correre appena la barra è piena. La barra può anche riempirsi per permettere al personaggio di sferrare colpi potenziati con le armi equipaggiate.
Il protagonista ha quattro tipi diversi di armi durante il gioco: spada, lancia, ascia e bazooka. Quasi tutte le spade, le lance e le asce hanno quattro versioni, e il loro uso ripetuto può aumentare il loro livello fino ad un massimo di tre, sbloccando un nuovo attacco potenziato ad ogni livello. L'ampiezza e la potenza di ogni tipo di arma aumenta con l'uso; per esempio, le lance con un livello elevato possono essere lanciate verso un nemico attraverso lo schermo, mentre le spade e le asce distruggono quello che c'è attorno al ragazzo. Tranne il Bone Crusher (la prima arma del gioco, un osso che funge da spada), tutte le spade, le lance e le asce possono tagliare la vegetazione; alcune armi sono richieste per rompere le rocce e altre barriere.
In ognuno dei quattro mondi di Secret of Evermore, la valuta corrente è diversa. I negozianti in Prehistoria usano i talon (unghie); in Antiqua, le gemstone (gemme); in Gothica, i gold coin (monete d'oro); e in Omnitopia, i credit (crediti). Ci sono personaggi non giocanti che offrono al giocatore la possibilità di convertire i soldi del giocatore nella valuta corrente. Nei due mercati del gioco (ad Antiqua e a Gothica), i negozianti offrono di barattare oggetti al posto dei soldi. Alcuni oggetti, come il riso, le spezie e i tappeti possono essere comprati con le monete, ma altri oggetti possono essere ottenunti solo scambiandoli con altri oggetti. La maggior parte dei venditori è specializzata in un solo prodotto, e alcuni oggetti rari richiedono molti baratti per essere ottenuti.

## Alchimia
Un elemento unico in Secret of Evermore è il sistema della magia. Per usare la magia, il ragazzo deve ricevere una "Formula Alchemica" da uno dei molti personaggi non giocanti chiamati "Alchemist" (alchimisti). Alcuni alchimisti risiedono in zone lontane dall'area principale e danno rare formule alchemiche se il giocatore riesce a trovarli. A differenza di altri giochi di ruolo, non ci sono punti magia necessari a usare la magia. Le formule alchemiche richiedono parti di ingredienti per essere usate. Alcuni possono essere trovati durante il gioco, e altri si trovano solo in alcune zone. Nella regione primitiva, gli ingredienti che si trovano sono la cera, la calce, l'argilla e la polvere da sparo. Nelle regioni avanzate, comunque, gli ingredienti diventano più complessi, come l'etanolo e il ghiaccio secco.
Una funzione secondaria del cane è quella di annusare e trovare gli ingredienti mettendo il naso a terra e odorando in cerca di oggetti. Il giocatore può comandare il cane di cercare in ogni momento, compreso nelle capanne e nelle città. Se tutto va bene, il cane porta il suo compagno umano in un certo punto dove il giocatore può trovare gli ingredienti nascosti. Ripetendone l'uso, le formule alchemiche aumentano di livello, aumentando i loro effetti curativi, offensivi o di supporto. Sebbene ci siano dozzine di formule nel gioco, il giocatore può equipaggiarne solo nove alla volta. Per superare questo ostacolo, ci sono diversi alchimisti sparsi nel gioco che si offrono per modificare la lista delle formule alchemiche da equipaggiare; ogni formula imparata può essere immagazzinata dall'alchimista per essere usata più avanti.

## Trama

### Ambientazione
La trama si svolge attorno ad un ragazzo qualunque e al suo cane, al quale il giocatore deve assegnare un nome. La maggior parte del gioco si svolge nel mondo irreale di Evermore. Il giocatore esplora quattro aree principali in questo mondo, corrispondenti a diversi periodi storici: Prehistoria è chiaramente pieno di uomini delle caverne e dinosauri; Antiqua contiene un Colosseo e una piramide; Gothica contiene castelli medievali ed è popolato da draghi; Omnitopia è una stazione spaziale futuristica.
Durante il loro viaggio, il ragazzo cita spesso o menziona dei finti B-movie che si relazionano alla sua situazione corrente. Per esempio, si paragona a "Dandy" Don Carlisle nel film "Sink, Boat, Sink" (lett. "Affonda, barca, affonda") dopo essere stato portato dalla corrente del mare a Crustacia. Inoltre, il corpo del cane si trasforma in base alla regione in cui si trova il giocatore. Nella regione Prehistoria, il cagnolino diventa un feroce lupo, nella regione Antiqua diventa un levriero, nella regione Gothica diventa un simpatico barboncino, e nella stazione spaziale di Omnitopia diventa un cane robot simile ad un tostapane capace di sparare raggi laser.

### Storia
La storia di Secret of Evermore inizia con un flashback del 1965, in una piccola cittadina di nome Podunk, negli USA. In un laboratorio situato sul tetto di una villa, avviene un malfunzionamento che inonda la zona di una luce bianca. Trent'anni dopo, il giovane protagonista del gioco sta uscendo dal cinema quando il suo cane comincia ad inseguire un gatto. Il ragazzo lo rincorre, raggiungendo così una villa abbandonata. Scopre il laboratorio nascosto con un'enorme macchina costruita nel centro. Quando il cane comincia a masticare alcuni fili, la coppia si ritrova trasportata nel mondo surreale di Evermore, cominciando dalla stazione spaziale. Un maggiordomo con uno smoking bianco dà il benvenuto al ragazzo al suo arrivo, solo per rinchiuderlo in una stanza con due robot pronti ad attaccarlo. Il ragazzo riesce a scappare con una navetta, dove ritrova il cane nella cabina di pilotaggio.
La navetta cade al suolo in una fitta giungla su un altipiano. Quando il ragazzo si riprende, scopre che una bestia feroce ha rimpiazzato il suo cane. Decide di fare un test per vedere se il lupo ed il cane sono lo stesso animale; lancia un ramo di legno per farlo riportare dal lupo, riceveno invece un enorme osso. Il ragazzo non ci pensa più di tanto e capisce che quel lupo è il suo cane.
In ognuna delle quattro regioni, il ragazzo incontra un abitante di Podunk coinvolto nell'esperimento andato storto trent'anni prima. Il professore Sidney Ruffleberg e i suoi tre compagni furono trasportati su Evermore, ma non riescono a tornare indietro. Il ragazzo scopre presto che le regioni non sono altro che la manifestazione delle utopie dei suoi concittadini. Ognuno dei tre compagni è il capo della sua regione: Elizabeth, la nipote del professore, è il capo della tribù in Prehistoria; Horace Highwater, curatore del museo di Podunk, controlla Antiqua; Camellia Bluegarden, una bibliotecaria, è la regina di Gothica; e il professore Ruffleberg monitora tutto da Omnitopia, col suo maggiordomo androide, Carltron, al suo fianco. In Prehistoria, Antiqua, e Gothica, il ragazzo ed il suo compagno canino aiutano Elizabeth, Horace e Camellia opponendosi ai tentativi da parte dei cloni robotici degli abitanti di Podunk di controllare le rispettive aree.
La coppia arriva infine a Omnitopia e trova Ruffleberg, che spiega tutto. Lui e il suo maggiordomo Carltron una volta giocavano a scacchi. Ruffleberg gli aveva dato un chip per renderlo un avversario più competitivo, ma questo upgrade gli si è rivoltato contro, rendendo Carltron più malevolo. Lui ha sabotato il trasportatore a Evermore e ha costruito le creature ostili che vagano nel gioco. Con l'aiuto di Ruffleberg, il ragazzo e il cane irrompono nella stanza di Carltron. L'area è sorvegliata da cloni androidi del ragazzo e del cane, insieme ad una enorme versione meccanica di Carltron. All'ultimo momento, Ruffleberg appare e disattiva Carltron, che immediatamente si blocca sul posto.
Con la sconfitta di Carltron, i mostri che plagiavano Evermore scompaiono, ma il mondo stesso diventa instabile. Il ragazzo ritorna in ognuna delle regioni per prendere i compagni di Ruffleberg e riportarli nel mondo reale. Facendo questo, evitano la distruzione di Evermore, che continua ad esistere senza di loro. Dopo che scorrono i titoli di coda, una scena finale mostra il professore Ruffleberg che fa tornare Carltron al suo vecchio compito di tenere pulito il laboratorio. Carltron sogghigna e si sfrega le mani, il che significa che non è così docile come crede il professore.

## Sviluppo
Lo sviluppo di Secret of Evermore cominciò agli inizi del 1994 negli uffici della Squaresoft a Redmond (Washington). Il concetto di un ragazzo e del suo cane che viaggiano in un mondo basato sui B-movie venne dato dal Giappone, sul quale Square USA cominciò a lavorare su una trama dettagliata. Questo confluì in riferimenti alla cultura popolare e a dialoghi evidentemente americani per un RPG di una console. George Sinfield, produttore associato e scrittore, decise che tali riferimenti avrebbero reso il gioco più familiare ai giocatori americani.
Molti elementi di Secret of Evermore erano presi da Secret of Mana perché si era visto che funzionavano molto bene. La dimensione del gioco fu uno dei primi problemi. Si decise che il gioco doveva avere un giocatore singolo per conservare memoria perché all'inizio era stato pianificato per essere grande solo 12 megabit. Comunque, il gioco divenne di 24 megabit verso la fine dello sviluppo. Diversi pezzi di concept art vennero disegnati da Daniel Dociu. Usando dei software, gli artwork e i disegni del gioco vennero eseguiti da tre animatori, quattro artisti di sfondi e un artista del 3D. Tutto venne messo insieme usando il programma SAGE (Square's Amazing Graphical Editor), guidato dal programmatore Brian Fehdrau. Piuttosto che affidare il loro lavoro ai programmatori, gli artisti e i designer poterono testare le loro idee direttamente usando il programma SAGE. Usando un altro programma, il SIGIL (Square Interpreted Game Intelligence Language), si arrivò alla versione finale di Secret of Evermore.
Secret of Evermore venne pubblicato il 1º ottobre 1995 in Nord America. Nel 1996 venne tradotto in francese, in tedesco e in spagnolo per le popolazioni non anglofone in alcuni territori PAL, come l'Australia e la Nuova Zelanda. Alcune versioni PAL vennero confezionate in una grande scatola con inclusa una guida del gioco.

### Musica
La musica di Secret of Evermore è stata composta da Jeremy Soule. Mentre era ancora al liceo, Soule era un fan appassionato di videogame, e sentiva che spesso le loro musiche "mancavano di drammaticità ed intensità". Finito il liceo, Soule creò una demo sperimentale che mostrava come dovevano essere per lui le musiche di un videogioco. Soule venne assunto dalla Squaresoft dopo avere ascoltato la demo e gli venne dato subito il compito di musicare Secret of Evermore. La musica viene descritta da Soule come un mix di suoni ambientali e bassi. La colonna sonora venne pubblicata su un CD contenente 29 tracce, le prime 8 delle quali sono versioni arrangiate delle musiche originali. Il disco fu pubblicato da Square e all'inizio era disponibile solo per chi pre-ordinava Secret of Evermore.

## Recensioni
| Pubblicazione             | Voto                  |
| ------------------------- | --------------------- |
| Electronic Gaming Monthly | 8,37/10               |
| Game Players              | 88/100                |
| GamePro                   | 4,1/5                 |
| Nintendo Power            | 3,8/5                 |
| RPGamer                   | 4/5                   |
| RPGFan                    | 86%                   |
| Super Play                | 81/100                |
| Aggregatori di recensioni | Voto                  |
| GameRankings              | 81,14% (5 recensioni) |

Secret of Evermore ha ricevuto recensioni positive dalla maggior parte dei media. Molte pubblicazioni hanno apprezzato la sua grafica, RPGFan ha chiamato il gioco "una meravigliosa esperienza visiva", plaudendo il suo uso dei colori, le animazioni, e lo sfondo. Zachary Lewis di RPGamer ha notato che i locali visti in Secret of Evermore erano dettagliati in una maniera molto più realistica rispetto ad altri giochi dello stesso genere. GamePro ha apprezzato lo stile artistico americano, ma avrebbe desiderato l'arte giapponese vista in altri titoli Square. Un altro aspetto positivo è stato il gameplay, soprattutto gli aspetti già visti in Secret of Mana come il menu ad anello.
I recensori sono stati più critici sul suono del gioco. Sebbene la colonna sonora è stata apprezzata per la sua qualità generale, sia RPGFan che RPGamer hanno trovato che c'erano troppo poche tracce lunghe, con mediocri effetti ambientali per riempire i tempi morti. Le critiche erano miste sul fatto che Secret of Evermore fosse il primo gioco sviluppato da Square negli Stati Uniti. Super Play non ha ritenuto il gioco allo stesso livello degli altri giochi Square. Altri hanno notato che Secret of Evermore era un primo tentativo decente per il team americano. GamePro ha definito il gioco "meritevole per avere un sequel", mentre Game Players ha anticipato un altro gioco dello stesso team di sviluppo.
C'è una falsa credenza che Secret of Evermore sia, o sia stato pubblicato come, un seguito di Secret of Mana. Altri titoli Square come Final Fantasy VI e Chrono Trigger erano stati localizzati simultaneamente con Secret of Evermore. Fehdrau spiegò in un'intervista che Secret of Evermore era stato creato da personale appena assunto, e che altrimenti non sarebbe mai stato realizzato.
Diversi membri del team si sono uniti alla Humongous, che diede origine alla Cavedog Entertainment, mentre il resto del team si divise in altri studi di videogiochi di Seattle, come Electronic Arts, Boss Game Studios, Microsoft Game Studios, e Gas Powered Games, tra gli altri.